# Craspedolepta capitata
Craspedolepta capitata är en insektsart som beskrevs av Loginova 1962. Craspedolepta capitata ingår i släktet Craspedolepta och familjen rundbladloppor. Inga underarter finns listade i Catalogue of Life.